# 延吉西市场

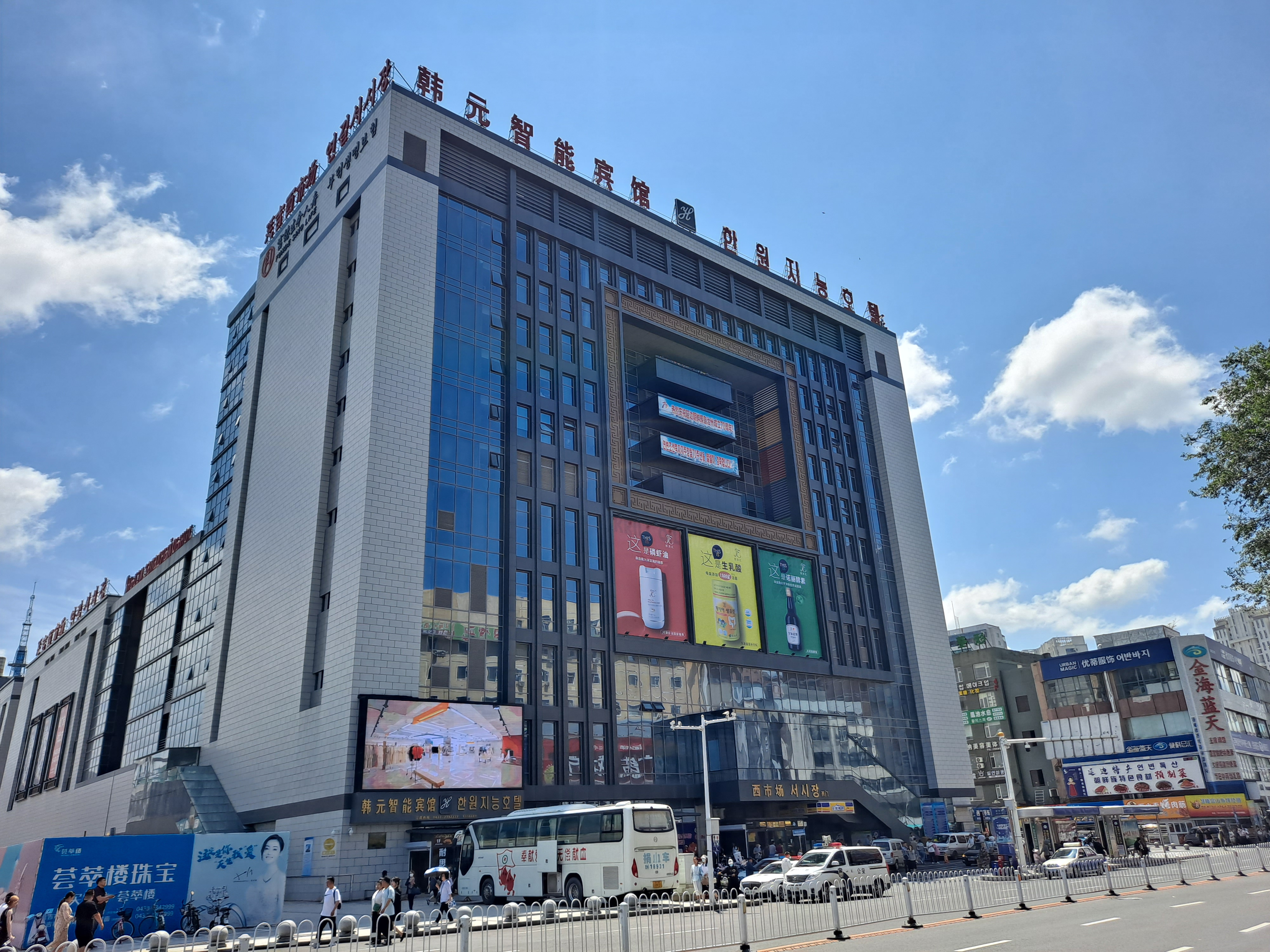
西市场大楼

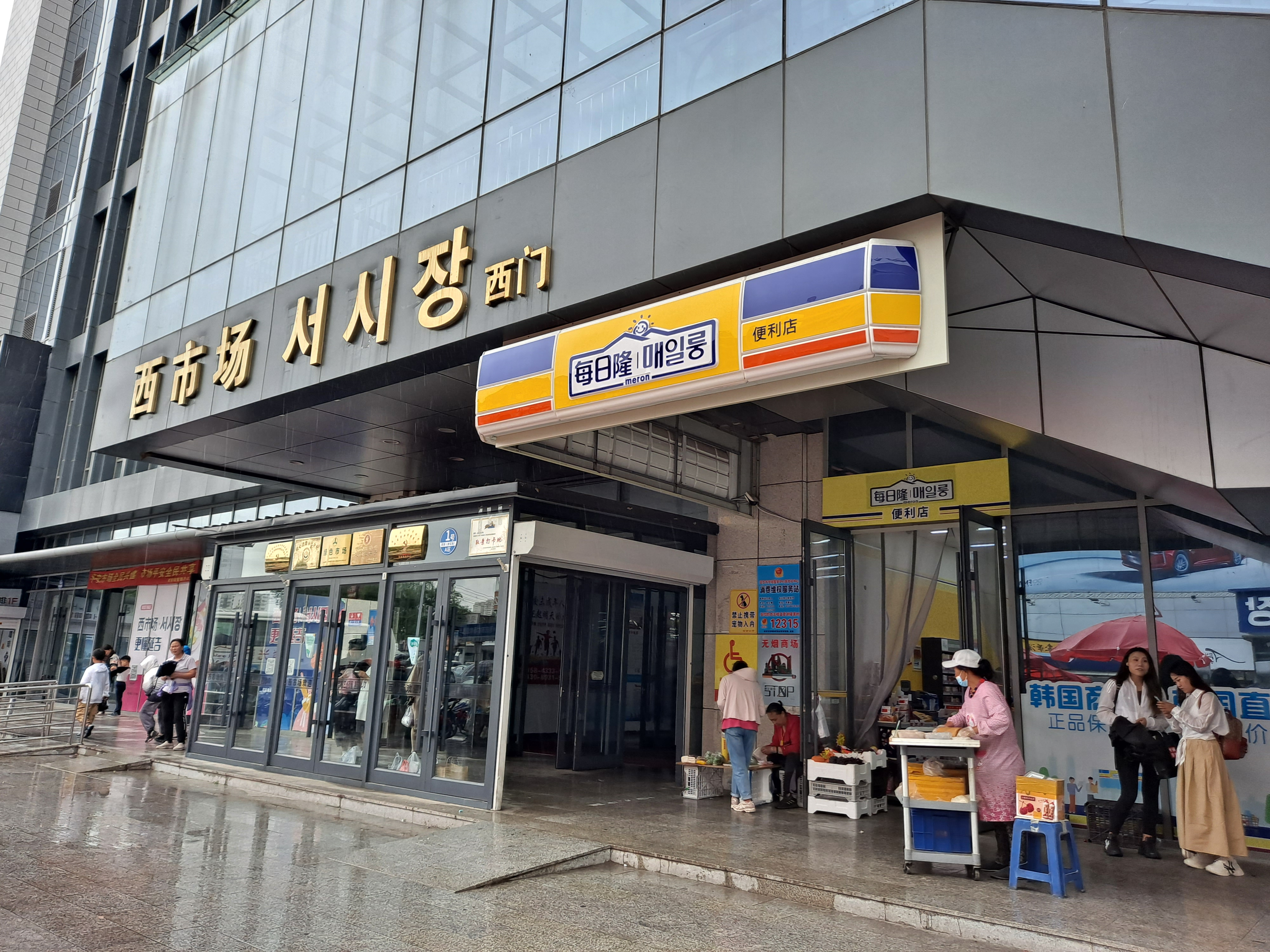
西市场入口

延吉西市场位于中华人民共和国吉林省延边朝鲜族自治州延吉市的一个综合集贸市场，规模全延边州最大，是有朝鲜族特色的“中国AAAA级文明诚信市场——全国名牌市场”、“全国诚信经营示范单位”、连续四次荣膺“全国文明农贸（集贸）市场”。随着延吉市成为网红城市，西市场也成为延吉购买朝鲜族特色商品的网红打卡地之一。
延吉西市场建筑面积11.7万平方米，包括地上12层（局部6层）和地下3层。整个建筑按功能划分为市场经营区（1层至6层）、商务区（7层至12层）和停车场（地下3层）三大区域。其中1层是经营包括明太鱼、辣白菜等朝鲜族特色食品的农贸区。2层至5层是经营服装、鞋帽、化妆品、小商品、土特产、家具和餐饮的工贸区。6层仓储区、冷库和办公区。7层至9层为商务写字楼。10层至12层为酒店。整个建筑一共安装了20部电动扶梯，14部直梯，以及消防、监控系统。

## 历史

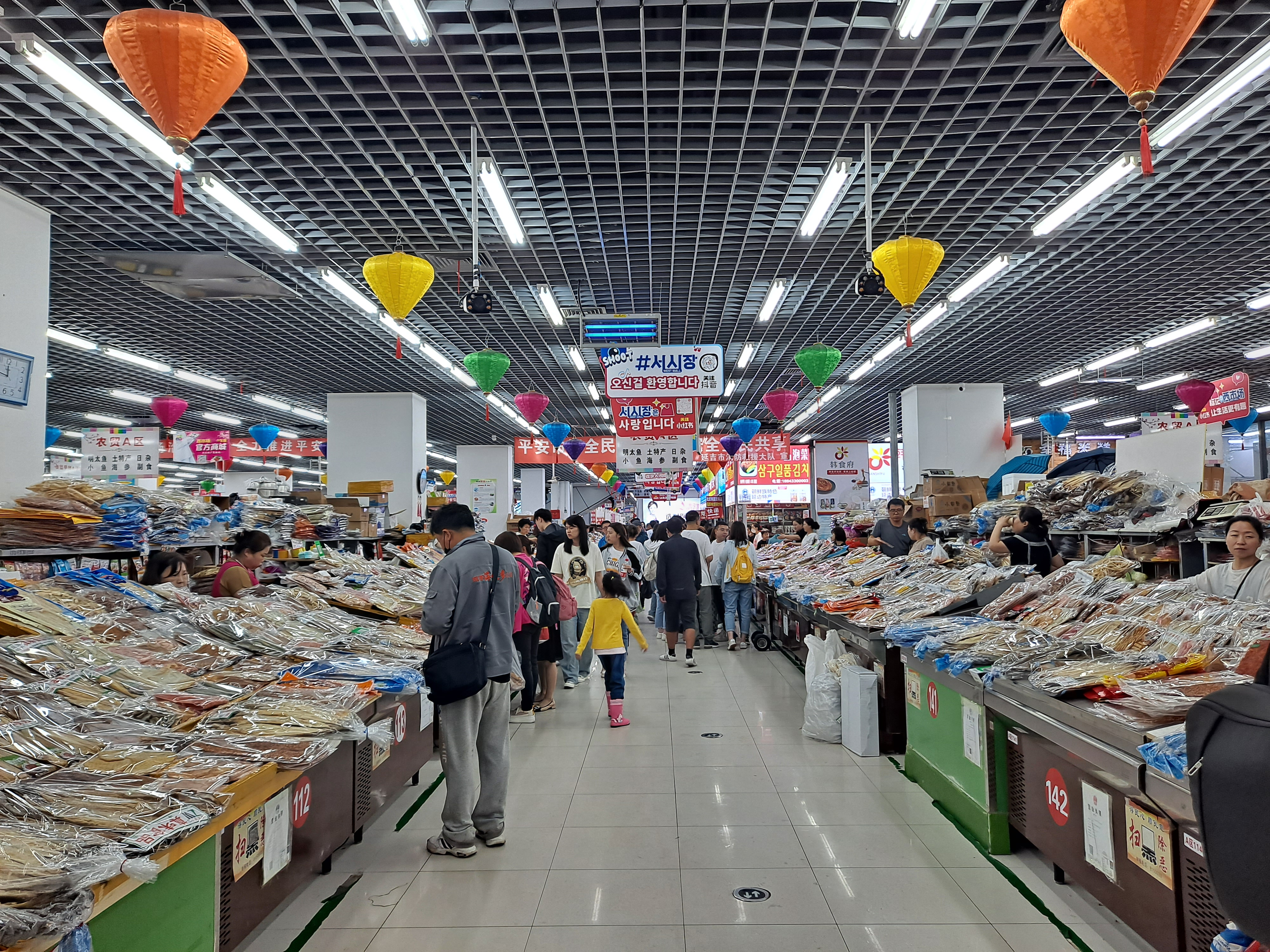
西市场1层农贸区

延吉西市场始建于1980年代，起初只是一个“顶棚市场”，后经多次改建扩建，发展成为大型综合商贸市场。2015年10月，延吉市出于消防、抗震等安全的考虑投资5.6亿元，将西市场作为重点民生工程进行拆除重建。2018年11月3日，重建的西市场开始试营业。2019年1月8日，西市场举行了开业仪式。延吉市地方领导参加了开业仪式，并为西市场“绿色市场”、“放心消费示范企业”、“延边老字号”揭牌。2020年6月，西市场通过引进专业电商运营团队，组建了电商中心，开通了网上销售渠道。2023年，随着延吉市成为网红城市，西市场也成为延吉的网红打卡地。